# Ceda de Lastingham
Cedd (en llatí: Cedda o Ceddus; any 620 - 26 d'octubre del 664) va ser un monjo anglosaxó i bisbe del Regne de Northumbria. Va evangelitzar als Anglo-mitjans i als saxons orientals i va participar significativament al Sínode de Whitby. És venerat per l'Església Anglicana, l'Església Catòlica i l'Església Ortodoxa.

## Context
El poc que sabem sobre Cedd ve principalment de la Història de Beda.
Cedd va néixer al regne de Northumbria i va ser educat a l'illa de Lindisfarne per Aidan de Lindisfarne, bisbe de l'Església irlandesa. Tenia tres germans més Sant Chad de Mercia (transcrit per Beda en llatí com Ceadda), Cynibil i Caelin. La primera referència deixa clar que era sacerdot cap a l'any 653. Això probablement desplaça la seva data de naixement als inicis de la dècada del 620. És probable que Cedd fos el més gran dels seus germans i fos considerat com el cap de família.
Aidan havia arribat a Northumbria des de Iona, portant amb ell un conjunt de pràctiques conegudes com a ritu cèltic. A més de diferències superficials sobre el Computus (càlcul de la data de la Pasqua), i la tonsura, aquestes pràctiques implicaven també un patró d'organització fonamentalment diferent de l'estructura diocesana que imperava al continent. L'activitat es basava en monestirs, que mantenien bisbes peripatètics. Es donava un èmfasi fort en l'ascetisme personal, l'exegesi bíblica i l'escatologia. Aidan era ben conegut per la seva austeritat i el seu desinterès pels secrets de la riquesa i del poder. Bede remarca que Cedd i Chad van absorbir el seu exemple i tradicions, i ens informa que Chad (i molts altres religiosos de Northumbria) van anar a estudiar amb els irlandesos després de la mort d'Aidan (651).
Cedd no és anomenat com un dels savis rodamons. És retractat per Beda com una persona molt propera al successor d'Aidan, Finan. És molt probable que degui tota la seva formació com a sacerdot i erudit a Aidan i Lindisfarne.

## Missió a Mercia
L'any 653, Cedd va ser enviat per Oswiu de Northumbria juntament amb altres sacerdots, a evangelitzar la terra dels Anglo-mitjans, que era un dels grups ètnics de Mercia, localitzats en el curs mitjà del Trent. Estaven governats per Peada de Mercia, fill de Penda. Peada havia acceptat convertir-se al cristianisme a canvi de la mà de la filla d'Oswiu, Alchflaed 635 - 714).
Cedd, juntament amb els sacerdots Adda, Betti i Diuma, van acompanyar a Peada fins a Middle Anglia, on van guanyar nombrosos conversos de tots els estaments. Bede relata que el pagà Penda no va obstruir la seva predicació, ni tan sols el mateix territori de Mercia, i el descriu com a comprensiu amb el cristianisme en aquell moment -una visió molt diferent de l'estimació general de Penda com a dedicat pagà.

## Bisbe dels saxons orientals
Cedd va ser convocat de la seva missió a Mercia per Oswiu, que el va enviar en missió amb un altre sacerdot al Regne d'Essex. Els sacerdots havien estat requerits per Sigebert II d'Essex per convertir la seva gent.
El regne dels saxons orientals va ser convertit originalment per missioners de Canterbury, on Agustí de Canterbury havia establert una missió gregoriana l'any 597. El primer bisbe del Ritu Romà va ser Melitó de Canterbury, que va arribar a Essex l'any 604. Una dècada després va ser expulsat. El destí religiós del regne es trobava constantment a la balança, amb la família reial dividida entre cristians, pagans, i alguns vulguen tolerar ambdós.
Bede explica que la decisió de Sigebert de ser batejat i convertit al cristianisme va ser iniciativa d'Oswiu. Sigebert va viatjar a Northumbria per acceptar el baptisme del Bisbe Finan de Lindisfarne. Cedd va viatjar a Essex parcialment com a emissari de la monarquia de Northumbria. Les seves accions es van veure facilitades pel continuat èxit militar i polític de Northumbria, especialment la derrota final de Penda l'any 655.
Després de portar a terme algunes conversions, Cedd va tornar a Lidnisfarne per informar a Finan. En reconeixement del seu gran èxit, Finan el va nomenar bisbe, cridant a altres dos bisbes irlandesos per assistir al ritual. Cedd va ser nomenat Bisbe dels Saxons Orientals. Com a resultat, es troba a la llista dels bisbes de Londres, que formava part d'Essex. Així i tot, Beda generalment empra descripcions ètniques per designar responsabilitats episcopals.
Les cròniques de Beda deixen clar que Cedd exigia compromís personal i que no tenia por en fer front als més poderosos. Va excomunicar a un noble casat de forma irregular i va prohibir als cristians acceptar l'hospitalitat d'aquest home. Segons Beda, quan Sigebert va anar a visitar la casa d'aquest noble, Cedd va anar fins allà per denunciar al rei, anunciant que moriria en aquella casa. Beda afirma que l'assassinat del rei (any 660) va ser el seu càstig per desafiar l'ordre de Cedd.
Després de la mort de Sigebert, la posició de Cedd es va tornar més precària. El nou rei Swithhelm d'Essex, que havia assassinat a Sigebert era un pagà. Havia estat aliat d'Aethelwold d'Ànglia Oriental, cada vegada més depenent de Wulfhere de Mercia, el rei cristià de la renascuda Mercia. Després d'alguna persuasió per part d'Aethelwold, Swithhelm va acceptar el baptisme de Cedd. El bisbe va viatjar cap a Ànglia de l'Est per batejar al rei a la casa d'Aethelwold.

## Fundacions monàstiques
Cedd va fundar moltes esglésies. També va fundar monestirs a Tilbury i a Bradwell-on-Sea.
Cedd va ser nomenat abat del monestir de Lastingham a la seva nativa Northumbria per petició d'Etelwald de Deria. Beda recorda la fundació d'aquest monestir amb detall, aclarint que Etelwald va entrar en contacte amb Cedd a través de Caelin, un dels germans del bisbe, que formava part de la seva cort. Cedd va portar a terme un dejuni de quaranta dies per purificar el lloc, tot i que els assumptes reials urgents el van obligar a abandonar el lloc al cap de trenta dies, i Cynibil li va fer el relleu en el dejuni.
Cedd va ocupar la posició d'abat de Lastingham fins al final de la seva vida, mantinguen una posició com a bisbe missioner i diplomàtic. Viatjava sovint lluny del monestir en compliment d'aquests i altres deures. El seu germà Chad el va succeir com abat. Cedd i els seus germans van considerar Lastingham com la seva base monàstica, proporcionant suport intel·lectual i espiritual, i el seu lloc de descans.

## Anys finals
Cedd havia estat educat en el Ritu Celta, que era diferent del Ritu Romà en la datació del Computus i altres pràctiques, incloent-hi la tonsura. Els seguidors d'ambdós rituals es van trobar al sínode de Whitby. El concili va estar marcat per la incomprensió entre els diversos assistents, ja que cadascun d'ells s'expressava en la seva pròpia llengua com l'irlandès, l'anglès antic, el gal·lès i el llatí. Beda deixa constància que Cedd va actuar com a intèrpret per ambdós bàndols. La seva facilitat pels idiomes, juntament amb el seu estatus d'emissari reial el van fer una figura clau a les negociacions. Les seves habilitats es van veure com un senyal escatològic de la presència de l'Esperit Sant, en contrast amb el relat bíblic de la Torre de Babel. Quan el consell va acabar, Cedd va tornar a Essex.
Segons Beda, Cedd va acceptar la datació romana de la Pasqua i va tornar a les seves tasques episcopals, abandonat les pràctiques dels irlandesos de Dál Riata.
Poc temps després va tornar a Northumbria i al monestir a Lastingham. Va emmalaltir de pesta i va morir el 26 d'octubre de l'any 664. Beda registra que, immediatament després de la seva mort, un grup de trenta monjos van viatjar des d'Essex fins a Lastingham per fer-li un homenatge. Tots, excepte un jove, van morir allà, també a causa de la pesta. Cedd va ser inicialment sebollit a Lastingham. Més tard, quan l'església de pedra va ser reconstruïda, el seu cos va ser traslladat a un ossari dins de l'església del monestir. Chad va succeir al seu germà com abat de Lastingham.
El rei Swithhelm d'Essex va morir a prop de la mateixa data. Va ser succeït per Sighere i Saebbi d'Essex, i part de la població va tornar al paganisme. Mercia, governada per Wulfhere es va convertir en la força dominant al sud de l'Humber, així que va correspondre a Wulfhere prendre les decisions. Va enviar al bisbe Jarumen perquè es fes càrrec del treball de Cedd a Essex. Jaruman, treballant discretament, va fer una gira per Essex, va negociar amb els magnats locals i aviat va restaurar el cristianisme.